# Función vacía
En matemática, una función vacía es una función matemática cuyo dominio es el conjunto vacío. Para cada conjunto A, existe exactamente una función vacía:
{\displaystyle f_{A}:\varnothing \rightarrow A.}
El grafo de una función vacía es un subconjunto del producto cartesiano ∅×A. Dado que el producto es vacío, el único subconjunto es el conjunto vacío ∅, el cual es un grafo válido, puesto que para cada x en el dominio ∅ existe un único y en el codominio A tal que (x,y) ∈ ∅. Este es un ejemplo de aseveración vacía, ya que no hay ningún x en el dominio.
La existencia de una única función vacía para cada conjunto A significa que el conjunto vacío es un objeto cero o inicial en la categoría de conjuntos.
- Datos: Q2295354